# Neumünster
Neumünster er en kredsfri by (amtsfri by) i det nordlige Tyskland, beliggende i delstaten Slesvig-Holsten. Den holstenske by blev i 1127 grundlagt af den nordtyske missionær Vicelin. Neumünster har i dag omtrent 80.000 indbyggere[kilde mangler].

## Historie

### Middelalderen
Augustiner-stiftet Neumünster blev grundlagt i 1127 af missionæren og senere biskop af Oldenburg Vicelin (også vizelin). Byen blev nævnt i dokumenter under navnet Wippenthorp i Gau Faldera. Det nuværende navn er skabt over det af Vizelin anlagte kloster Novum Monasterium (tysk: "Neue Münster"), under hvilket navn den første gang er nævnt i dokumenter i 1136. Klostret blev omkring 1330 flyttet til Bordesholm.
Neumünster lå på den østlige gren af Hærvejen, der krydsede den jyske halvø i nord-sydgående retning. Desuden krydsede handelen på Lübeck i en øst-vestlig retning området ved Neumünster.
I 1498 grundlagde augustinske nonner et kloster på den såkaldte klosterø, en tidligere ø i floden Schwale der ligger i byens centrum i dag. Dette blev opløst i 1566 efter reformationen.

### Tidlig moderne tid
Schwale blev omkring 1503 første gang opdæmmet af munke til dambrug og for drift af møller. Her opstod mølledammen i dagens nederby. Et år senere brændte Flecken (i dag Kleinflecken) ned.
I 1637 var der en større brand i Neumünster af ukendte årsager, hvor de fleste af husene blev ødelagt.
Byens storhedstid som klædefabriksby begyndte i 1760 med grundlæggelsen af "privilegeret uldtøjsfabrik" på klosterøen. Det var den første fabrik, som blev bygget i Neumünster.
Grossflecken afløste i 1769 Kleinflecken helt som en markedsplads. Blandt afholdte markeder var en siden 1764 et ugentligt marked, som tidligere kun fandt sted én gang om året på årsdagen for Johannes Døberens dødsdag.
I 1780 var en anden større brand, som ødelagde alle husene på Plöner Strasse og en del af husene på Grossflecken (i alt 46 huse).

### I Helstaten
I 1808 tog Napoleons spansk-franske tropper indkvartering i Neumünster. Gennem sine høje krav belastede de byen meget.
Undervisningspligt blev indført i Neumünster fra 1813. I forbindelse hermed blev etableret to "forberedende skoler".
Efter opløsningen af det Hellige Romerske Imperium og Napoleonskrigene indgik Holsten i 1815 del af det tyske forbund, men var stadig regeret i personalunion af den danske konge.
Posten, som var en stor økonomisk faktor for byen, besluttede i 1816 at etablere sig i Neumünster en "ekstrapost" og forbindelsespunkter til de hurtige diligencer blandt andet til Kiel og Altona. Kort tid efter blev en daglig posttjeneste indført. Ryttere og kuske forestod hver dag op til fem leverancer.
I 1817 indtraf en brand, der opstod i Großflecken, og nogle huse mellem dammen og Lutjenstrasse nedbrændte.
I Neumünster begyndte den industrielle tidsalder i 1824, da tekstilfabrikken Renck importerede en dampmaskine fra England. Tre år senere blev fabrikken dog ødelagt af en brand, hvorved 150 mennesker mistede deres job. Fabrikken blev ombygget og var indtil 1884 i drift. Klædehandleren Hans Lorenz Renck (1840-1893) byggede senere det første fuldt integrerede væveri og forenede dermed alle produktionsprocesser i én bygning.
Fundamentet for Vicelinkirche på Kleinflecken blev lagt i 1828. Den 11. maj 1834 blev Vicelinkirche indviet. Bygherre var Christian Frederik Hansen. På samme tid blev en skole for børn af udsatte forældre blevet oprettet. Der var også en "fabriksskole" for børn, der blev tvunget til at udføre børnearbejde, men denne blev i 1893 lukket da børnearbejde i skolealderen blev forbudt.
Gennem byen førte fra 1832 Altona-Kiel-Chausseen. Denne ca. 94 kilometer hovedvej blev bygget af den daværende hersker, kong Frederik VI. af Danmark, 1830-1832. Den officielle indvielse fandt sted i 1834.
Den industrielt sindede Renck virkede meget en for en jernbaneforbindelse mellem Neumünster og Rendsburg. Efter fem års indsats kom fra 1845 ruten i drift efter, at den første Neumünsteraner-jernbane var blevet åbnet på ruten Kiel-Neumünster-Altona i 1844 (Christian VIII. Østersø Jernbane).
Efter, at nogle professorer fra Kiel den 20. juli 1846 havde opfordret befolkningen i Grossflecken til at rejse sig mod de danske myndigheder, var der indtil 1848 periodevis såkaldte patriotiske oprør mod dansk styre. Efter først at have støttet oprøret sluttede Preussen i 1850 en separat fred med Danmark, så Slesvig og Holsten var på egen hånd. Tropperne i de to hertugdømmer var fra 1851 underlagt den danske hær.
I 1852 indebar anlæggelsen af den første vandledning i det mindste delvist, at den situation, at vand kom fra brønde eller vandløb, ophørte.
Byens indbyggertal voksede til i 1835 3.772, i 1840 4.120, i 1845 4.705, i 1855 5.960 indbyggere og i 1860 6.830 indbyggere.